# セカンド・ストーリー
「セカンド・ストーリー」（Second Story）は、2008年8月6日に発売された秋元順子の2枚目のオリジナルアルバム。

## 解説
ヒットシングル「愛のままで…」を含む、計12曲を収録した約2年ぶりのアルバム。

## 収録曲
1. NOROKE〜惚け〜（4分27秒）
作詞・作曲：花岡優平／編曲：若草恵
2. 夕なぎ〜私の時間〜（4分26秒）
作詞：ちあき哲也／作曲：花岡優平／編曲：矢野立美
3. JAZZYな夜に（4分47秒）
作詞：花岡美奈子／作曲：花岡優平／編曲：藤田明夫
4. ひだまり（4分42秒）
作詞：花岡美奈子／作曲：花岡優平／編曲：若草恵
5. フレーズ（4分29秒）
作詞：花岡美奈子／作曲：花岡優平／編曲：矢野立美
6. Mrs.シンデレラ（4分13秒）
作詞・作曲・編曲：花岡優平
7. 希望の枯葉（4分59秒）
作詞：上田紅葉／作曲：花岡優平／編曲：若草恵
8. 忘れもの（4分45秒）
作詞：花岡美奈子／作曲・編曲：花岡優平
9. 愛しき旅路（3分40秒）
作詞：石森ひろゆき／作曲：花岡優平／編曲：矢野立美
10. エデンの園で逢いましょう（4分14秒）
作詞：上田紅葉／作曲：花岡優平／編曲：矢野立美
11. いいじゃない、人生（4分58秒）
作詞：森田由美／作曲：花岡優平／編曲：藤田明夫
12. 愛のままで…（4分40秒）
作詞・作曲・編曲：花岡優平